# پین هدر

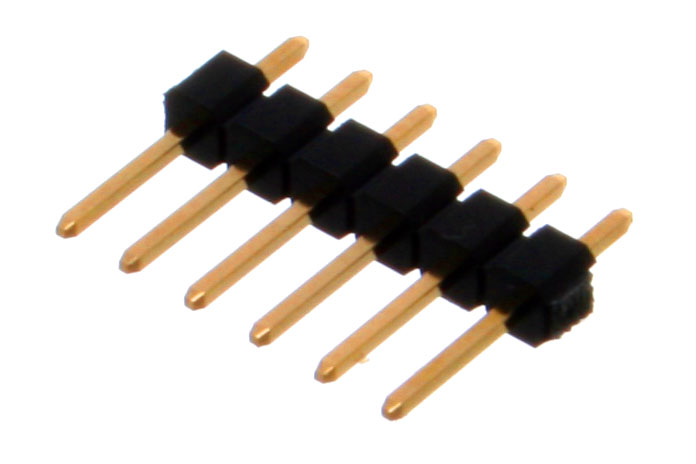
سرساز پایه نری ۶×۱ (یک ردیف)

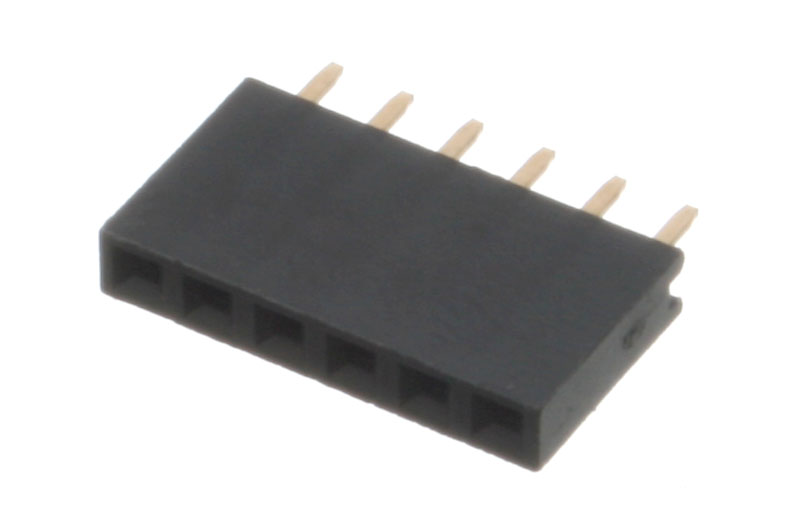
سرساز سوکت مادگی 6x1 (یک ردیف)

پین هِدِر (یا به سادگی هدر) یا سرساز پین شکلی از اتصال دهنده الکتریکی است. سرساز پین نری شامل یک یا چند ردیف پین فلزی است که در یک پایه پلاستیکی قالب‌گیری شده‌است، و اغلب با گام یا فاصله یکنواخت بین پین ها اندازه گیری شده از مرکز به مرکز (گام) 2.54 میلی‌متر (0.1 اینچ) ازهم تولید می‌گردد؛ اگرچه فاصله‌های متعددی مانند 2، 1.27 و 1 میلی‌متر نیز در بازار موجود هستند. پینهدر های نری به دلیل سادگی مقرون به صرفه هستند. همتاهای مادگی گاهی به عنوان هدر سوکت مادگی یا سرساز سوکت مادگی شناخته می‌شوند، اگرچه انواع مختلفی از نامگذاری کانکتورهای نری و مادگی وجود دارد. از لحاظ تاریخی، سرسازها را گاهی «اتصال‌دهنده بِرگ» می‌نامند، اما سرسازها توسط بسیاری از شرکت‌ها تولید می‌شوند.

## پین هدر های حفاظدار یا جعبه‌ای

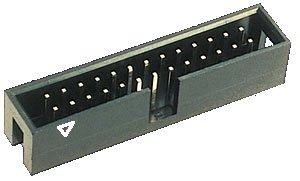
سرساز حفاظدار 13x2 با شکاف زبانه، یک مثلث سفید نشان دهنده پین ۱ است

پین هدرهای پین با یک جعبه راهنمای پلاستیکی در اطراف آنها به عنوان سرساز حفاظدار یا پین هدر جعبه‌ای یا باکس هدر شناخته می‌شوند و معمولاً در ترکیب با کانکتورهای جابجایی-عایق (IDC) برای کابل‌های نواری استفاده می‌شوند. یک شکاف مربعی (زبانه) در کفپوش مانع از قراردادن کانکتور (که توسط یک «برآمدگی» در یک طرف قطبی‌شده) در مسیر اشتباه قرار می‌گیرد. برخی بدون بریدگی شکاف مربعی در دسترس هستند.

## زبانه قطبنده

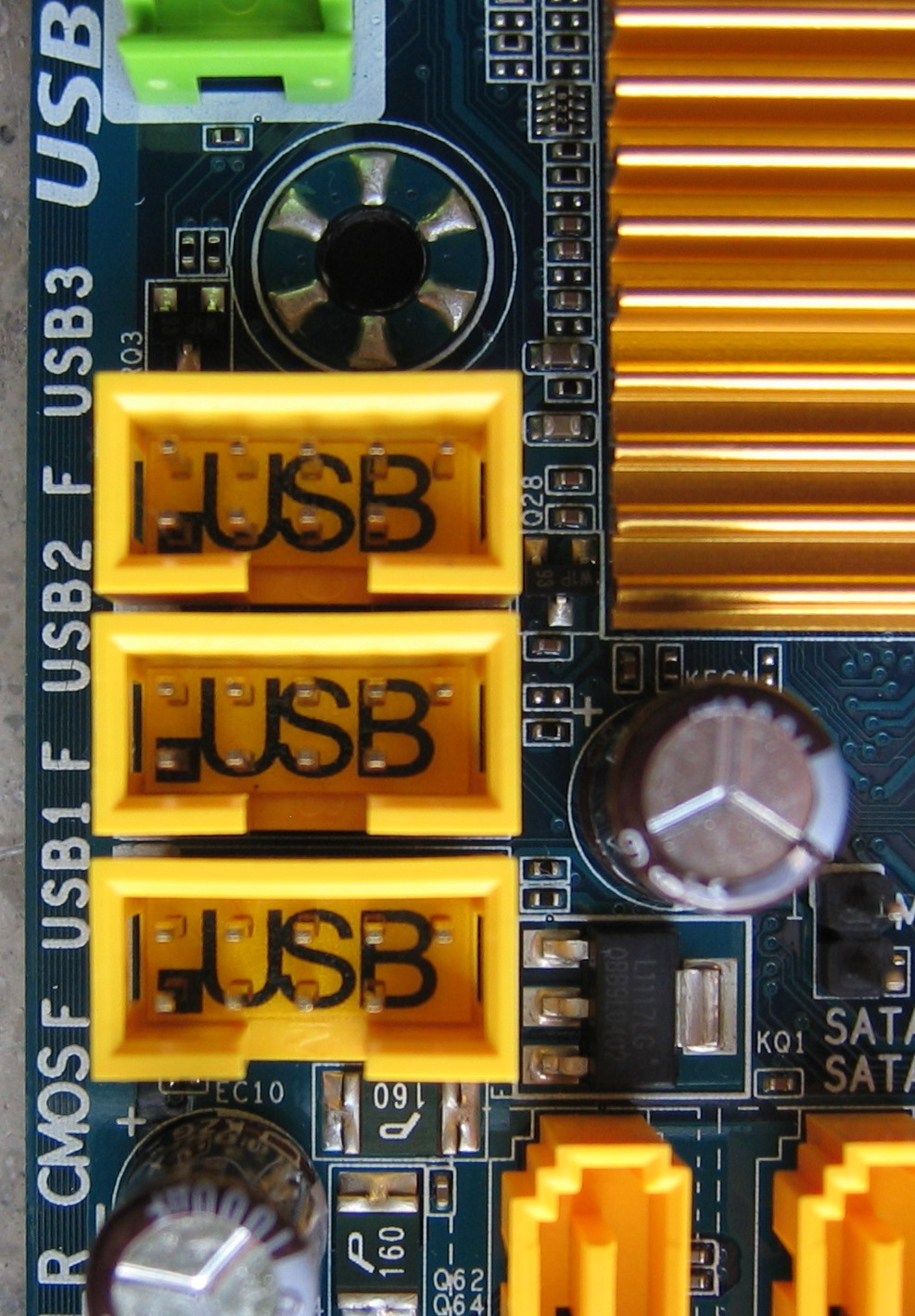
سرساز 5x2 حفاظدار با یک پین جاافتاده برای گسترش کانکتور USB از مادربرد ATX

برخی از سیستم‌ها، اتصال سرساز پین را با چیزی که یکی از سوراخ‌های سوکت‌ها را پُر و مسدود می‌کند، قطبیده یا زبانه می‌زنند. یک پین از سرساز پین اشتباه (یا سرساز پین صحیح که در جهت اشتباه چرخیده‌است) به آن انسداد برخورد کرده و از اتصال نادرست جلوگیری می‌کند. سرساز پین صحیح دارای یک یا چند پین در سرساز است که برای نشان دادن یک زبانه برای سوگیری صحیح، برداشته یا بریده شده‌است.